# グラシアノ・ロッシジャーニ
グラシアノ・ロッシジャーニ（Graciano Rocchigiani、1963年12月29日 - 2018年10月1日）は、ドイツ（生誕当時は西ドイツ）のプロボクサー。デュースブルク出身。元IBF世界スーパーミドル級王者。元WBC世界ライトヘビー級暫定王者。世界2階級制覇王者。
WBCに対して訴訟を起こし、勝訴。WBCの存続問題にまで発展した。
元WBO世界クルーザー級王者ラルフ・ロッシジャーニは実兄であり、キャリア後期にはトレーナーを務めた。

## 来歴
1983年9月10日、プロデビュー。
1985年11月8日、ドイツミドル級王座を獲得。
1986年10月3日、ドイツライトヘビー級王座を獲得。
1988年3月11日、IBF世界スーパーミドル級王座決定戦でビンセント・ポールウェア（ アメリカ合衆国）と対戦し、8回TKO勝ちで世界王座を獲得した。
1989年1月27日、スラニー・マリンガ（ 南アフリカ共和国）と対戦し、3-0の判定勝ちで3度目の防衛に成功した。その後、王座を返上した。
1994年2月5日、WBO世界スーパーミドル級王座クリス・ユーバンク（ イングランド）に挑戦し、0-3の判定負けで王座獲得ならず。
1995年5月27日、IBF世界ライトヘビー級王者ヘンリー・マスケ（ ドイツ）に挑戦し、0-3の判定負けで王座獲得ならず。
1995年10月14日、ヘンリー・マスケとダイレクトリマッチで対戦し、0-3の判定負けで王座獲得ならず。
1996年8月10日、WBO世界ライトヘビー級王者ダリユシュ・ミハルチェフスキ（ ドイツ）に挑戦し、7回失格負けで王座獲得ならず。
1998年3月21日、WBC世界ライトヘビー級王座決定戦でマイケル・ナン（ アメリカ合衆国）と対戦し、2-1の判定勝ちで王座を獲得した。その後、暫定王座に格下げされ（後述）、1度も防衛戦を行うことなく2000年に王座を剥奪された。
2000年4月15日、WBO世界ライトヘビー級王者ダリユシュ・ミハルチェフスキに3年8か月ぶりに挑戦し、9回終了時TKO負けで王座獲得ならず。
2003年5月10日の試合を最後に引退した。
2006年11月、ドイツでジムを設立した。
2006年、タクシードライバーへの暴行により、禁固5か月の判決を下された。
2018年10月1日にイタリアのベルパッソにて車に轢かれて死去。54歳没。

## 訴訟問題
WBCはライトヘビー級王者ロイ・ジョーンズ・ジュニアが1997年に階級変更を表明したため、王座返上の手続きを待つことなくロッシジャーニとマイケル・ナンとで王座決定戦を承認し、1998年3月21日の試合に勝利したロッシジャーニが王座を獲得したものの、その2か月後にロイ・ジョーンズ・ジュニアが階級変更を撤回すると、王座復帰を認め、ロッシジャーニを暫定王者とした。これを不服とし、ロッシジャーニはアメリカで訴訟を起こした。ニューヨーク連邦地裁は2003年4月、WBCに対し3,100万ドル（約34億円）という損害賠償金の支払命令を出した。
2003年4月23日、WBCが米連邦改正破産法第11条の適用申請を行った（日本の会社更生法に相当し、破産宣告をすることによって支払い義務が免除される）。後に取り下げ。
2004年6月14日、WBCが米連邦改正破産法第7条の適用申請を行った（会社清算に相当）。後に取り下げ。
2004年8月、和解が成立。支払金額の減額と分割払いに合意したと言われる。

## 獲得タイトル
- IBF世界スーパーミドル級王座（防衛3）
- WBC世界ライトヘビー級暫定王座（防衛0）